# Шипуліно (Калязінський район)
Шипуліно (рос. Шипулино) — присілок в Калязінському районі Тверської області Російської Федерації.
Населення становить 1 особу. Входить до складу муніципального утворення Старобісловське сільське поселення.

## Історія
Від 2005 року входило до складу муніципального утворення Старобісловське сільське поселення.

## Населення
| 2010 |
| ---- |
| 1    |